# 117703 Ochoa
117703 Ochoa è un asteroide della fascia principale. Scoperto nel 2005, presenta un'orbita caratterizzata da un semiasse maggiore pari a 2,8435712 au e da un'eccentricità di 0,0338167, inclinata di 1,27901° rispetto all'eclittica.